# Pristimantis carranguerorum
Espèce
Synonymes
- Eleutherodactylus carranguerorum Lynch, 1994

Statut de conservation UICN

 EN  : En danger
Pristimantis carranguerorum est une espèce d'amphibiens de la famille des Craugastoridae.

## Répartition
Cette espèce est endémique du département de Boyacá en Colombie. Elle se rencontre dans les municipalités de Pajarito et de Garagoa entre 1 350 et 2 060 m d'altitude sur le versant Est de la cordillère Orientale.

## Description
Les mâles mesurent jusqu'à 32,7 mm et les femelles de 41,7 à 50,7 mm.

## Étymologie
Cette espèce est nommée en l'honneur du groupe musical colombien Los Carrangueros de Raquira.

## Publication originale
- Lynch, 1994 : Two new species of the Eleutherodactylus conspicillatus group (Amphibia: Leptodactylidae) from the Cordillera Oriental of Colombia. Revista de la Academia Colombiana de Ciencias Exactas Fisicas y Naturales, vol. 19, no 72, p. 187-193 (texte intégral).